# Astapenko Glacier
Astapenko Glacier är en glaciär i Antarktis. Den ligger i Östantarktis. Nya Zeeland gör anspråk på området. Astapenko Glacier ligger 912 meter över havet.
Terrängen runt Astapenko Glacier är huvudsakligen kuperad, men åt nordost är den bergig. Terrängen runt Astapenko Glacier sluttar brant österut. Trakten är obefolkad. Det finns inga samhällen i närheten.